# إليزابيث غوميز
إليزابيث غوميز (بالإنجليزية: Elizabeth Gómez) (21 سبتمبر 1981 ببوكا راتون في الولايات المتحدة - ) هي لاعبة كرة قدم أمريكية في مركز الدفاع، شاركت في الألعاب الأولمبية الصيفية 2004. وشاركت مع منتخب المكسيك لكرة القدم للسيدات.

## وصلات خارجية
- إليزابيث غوميز على موقع الاتحاد الدولي (مؤرشف)  (الإنجليزية)
- إليزابيث غوميز على موقع قاعدة بيانات كرة القدم.إي يو (الإنجليزية)
- إليزابيث غوميز على موقع أوليمبيديا (الإنجليزية)